# 国際連合安全保障理事会決議134
国際連合安全保障理事会決議134（こくさいれんごうあんぜんほしょうりじかいけつぎ134、英: United Nations Security Council Resolution 134, UNSCR134）は、1960年4月1日に国際連合安全保障理事会で採択された決議。同年の3月21日に南アフリカ連邦トランスヴァール州ヨハネスブルグ近郊で発生したシャープビル虐殺事件を重く見たものである。

## 詳細
アパルトヘイト政策を進める南アフリカ政府のパス法に対するパン・アフリカニスト会議の抗議活動に対し、警察官が発砲して69人が死亡したシャープビル虐殺事件の後、「南アフリカ連邦における人種差別と人種隔離に反対する非武装かつ平和的なデモ隊の大規模な殺害から生じた事態」に関する29の加盟国からの提訴を受けて成立したものである。
国際連合安全保障理事会は、この事態を南アフリカ連邦政府の政策がもたらしたものであり、こうした政策を続ければ国際的な平和・安全が危険にさらされる可能性があるとみなした。決議では、同政府の政策と行動に対する理事会の怒りを表明し、犠牲者の家族に哀悼の意を表し、同政府に対し、平等に基づく人種間の調和をもたらすことを目的とした措置を行い、アパルトヘイト政策の廃止を求めた。続けて、事務総長のダグ・ハマーショルドに対し、この憲章の原則を守るための手配を行うべく南アフリカ連邦政府と協議し、必要かつ適切ならば随時安保理に報告するよう要請した。
決議の採択においては9票の賛成票で採択され、フランスとイギリスは棄権した。
以下はその和訳。
安全保障理事会は、
文書S/4279およびAdd.11にある29の加盟国の「南アフリカ連邦における人種差別および人種隔離に対する非武装かつ平和的デモ参加者の大規模殺害から生じた状況」に関する訴えを検討し、
このような状況を、南アフリカ共和国政府の人種政策及び同政府がその政策を修正し国際連合憲章の下での義務及び責任に適合させることを求める総会の決議を継続して無視することによってもたらされたものであるみなし、
南アフリカ共和国での出来事により世界の政府及び人々の間に喚起された強い感情及び重大な懸念を考慮し、
1. 南アフリカ共和国における事態が国際的摩擦を引き起こし、この状態が続けば国際的平和及び安全を危険に晒しかねないものであるとみなす。
2.南アフリカにおける直近の騒擾が、いたく多くのアフリカ人の命を失わせるに至ったことを憂慮し、犠牲者の家族に深く哀悼の意を表する。
3. 現在の状況を引き起こした南アフリカ共和国政府の政策および行動に遺憾の意を表明する。
4. 南アフリカ連邦政府に対し、現在の状況が継続または再発しないことを確保するために、平等に基づく人種的調和をもたらすことを目的とする措置に取り掛かり、アパルトヘイトおよび人種差別の政策の廃止を求める。
5. 事務総長に対し、この憲章の目的及び原則の支持に十分役立つような取決めを行えるように南アフリカ共和国政府と協議し、必要かつ適切ならば随時理事会に報告するよう要請する。
1 安全保障理事会第15年公式記録、1960年1～3月分補遺参照。